# Beskyttelse
At beskytte noget eller nogen vil sige at man prøver at standse, bremse eller formindske en (indbildt eller reel) påvirkning på selvsamme. Som regel vil den beskyttende opfatte den nævnte påvirkning som noget negativt. 
Beskyttelse (værn, protektion) som begreb hænger således sammen med begrebet trussel; når der opstår en trussel, er én mulig reaktionsstrategi at øge sit beskyttelsesniveau (andre muligheder er blandt andet at angribe truslen eller at forholde sig passiv). Påvirkningen kan være direkte fysisk (at beskytte sin hud mod solens stråler, at beskytte hinanden mod kønssygdomme, at beskytte en computer mod virusangreb, at beskytte en by mod militær invasion), kulturel (at værne om det danske sprog [dvs. beskytte det mod radikal påvirkning fra andre sprog], at beskytte minoriteternes rettigheder [dvs. beskytte dem mod at miste de særheder der gør dem til minoriteter]), eller af mere hypotetisk art (at beskytte sin datter mod alle de dårlige tv-reklamer). Beskyttelsesprocessen er ikke altid en aktiv handling; ofte kan én genstand (værnemiddel) beskytte en anden genstand alene i kraft af sin tilstedeværelse (klippen beskyttede marken mod oversvømmelse).
På dansk bruges ordet »beskyttelse« både om selve processen med at beskytte nogen/noget (Dyrenes beskyttelse [dvs. beskyttelse af dyrene], beskyttelse af borgerrettighederne) og om en beskyttende genstand (skjoldet var hans eneste beskyttelse, de havde sex uden beskyttelse [dvs. prævention]).
I naturen må ethvert individ sørge for sin egen (ev. de nærmeste artsfrænders) beskyttelse. I menneskets civilisation er beskyttelsen blevet institutionaliseret; således er der institutioner der skal beskytte folk mod sygdomme, politi der skal beskytte borgerne mod at begå forbrydelser mod hinanden, hære der skal beskytte områder og befolkningsgrupper mod angreb, osv.

## Underbegreber
Læ er beskyttelse mod vind. Ly er beskyttelse mod nedbør.